# 蔡斯縣法院 (堪薩斯州)
蔡斯縣法院（Chase County Courthouse）為一座位於美國堪薩斯州卡頓伍德福爾斯的法院，其築體建於1873年，為堪薩斯州最老且持續運作的法院。

## 概要
法院築體為取當地的石灰石所建造而成，而階梯則取當地的核桃樹所建構而成。此建築風格被形容為第二帝國或新文藝復興建築，以及意大利式建筑。
其築體於1971年被收錄至國家史蹟名錄中。設計其築體的建築師約翰·G·哈斯克爾也是堪薩斯州議會大廈的設計者。
欲參觀此法院，可聯繫蔡斯縣商會以取得預約。

## 圖片

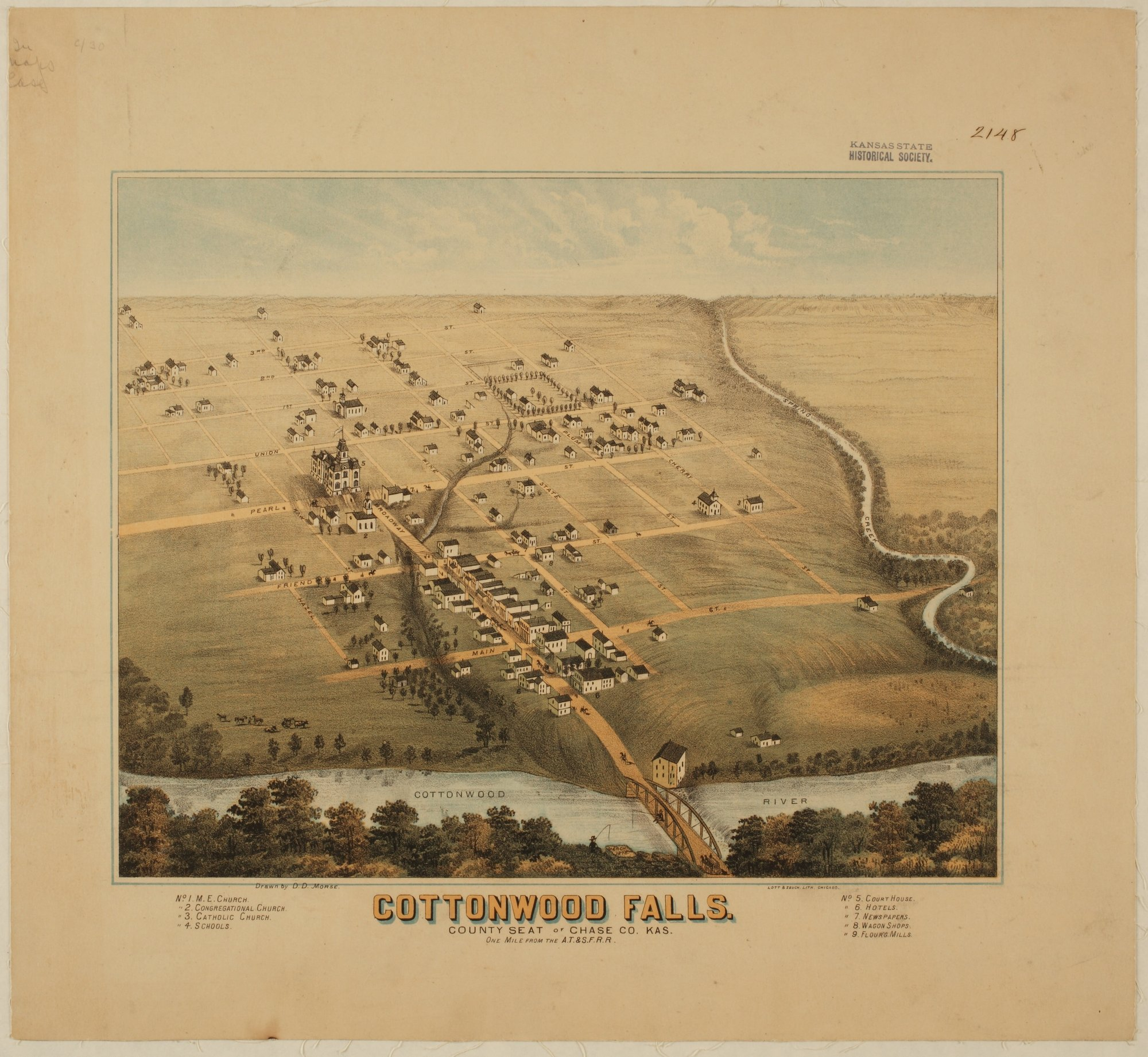
鳥瞰卡頓伍德福爾斯，1875年
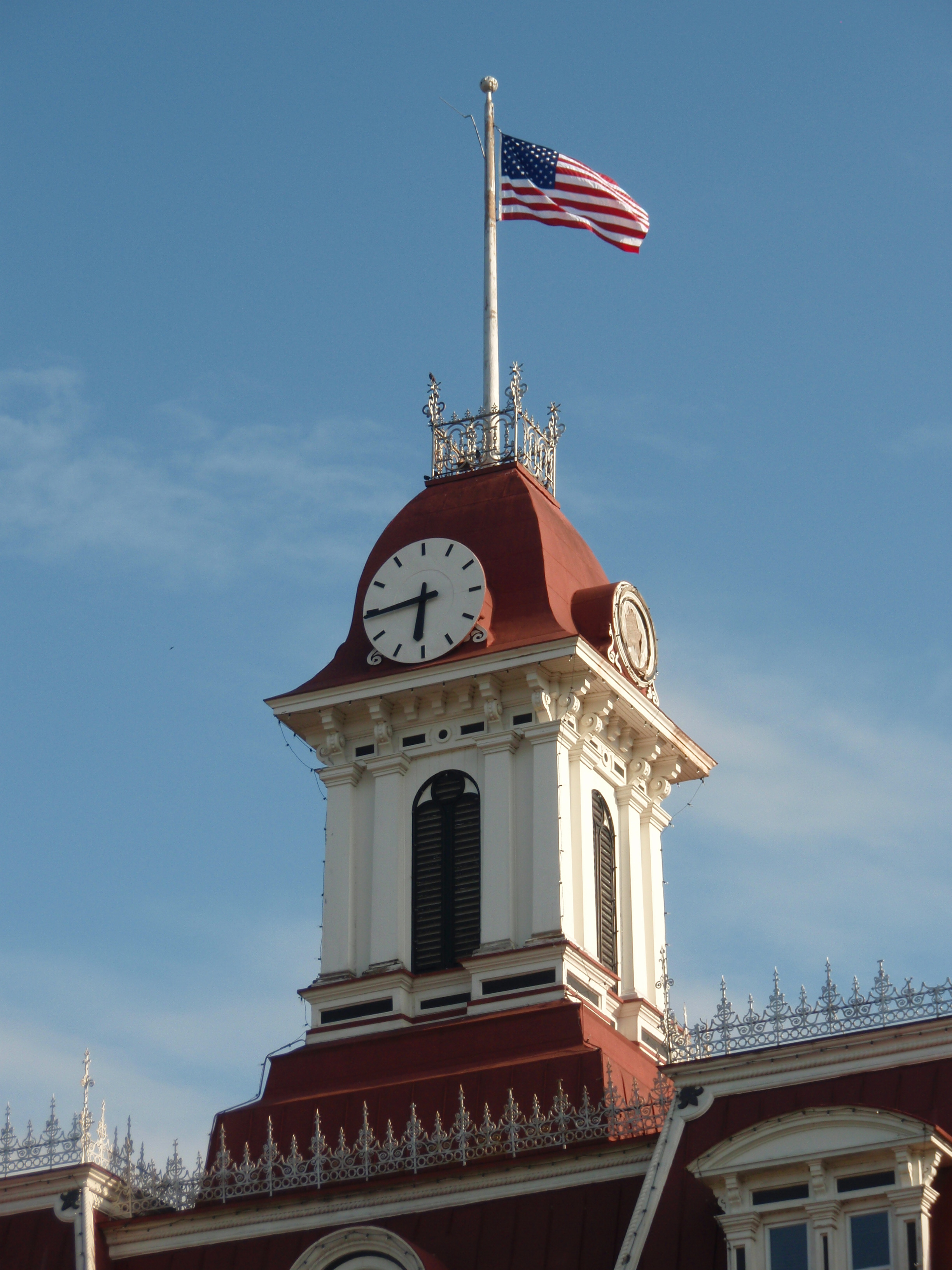
法院鐘樓
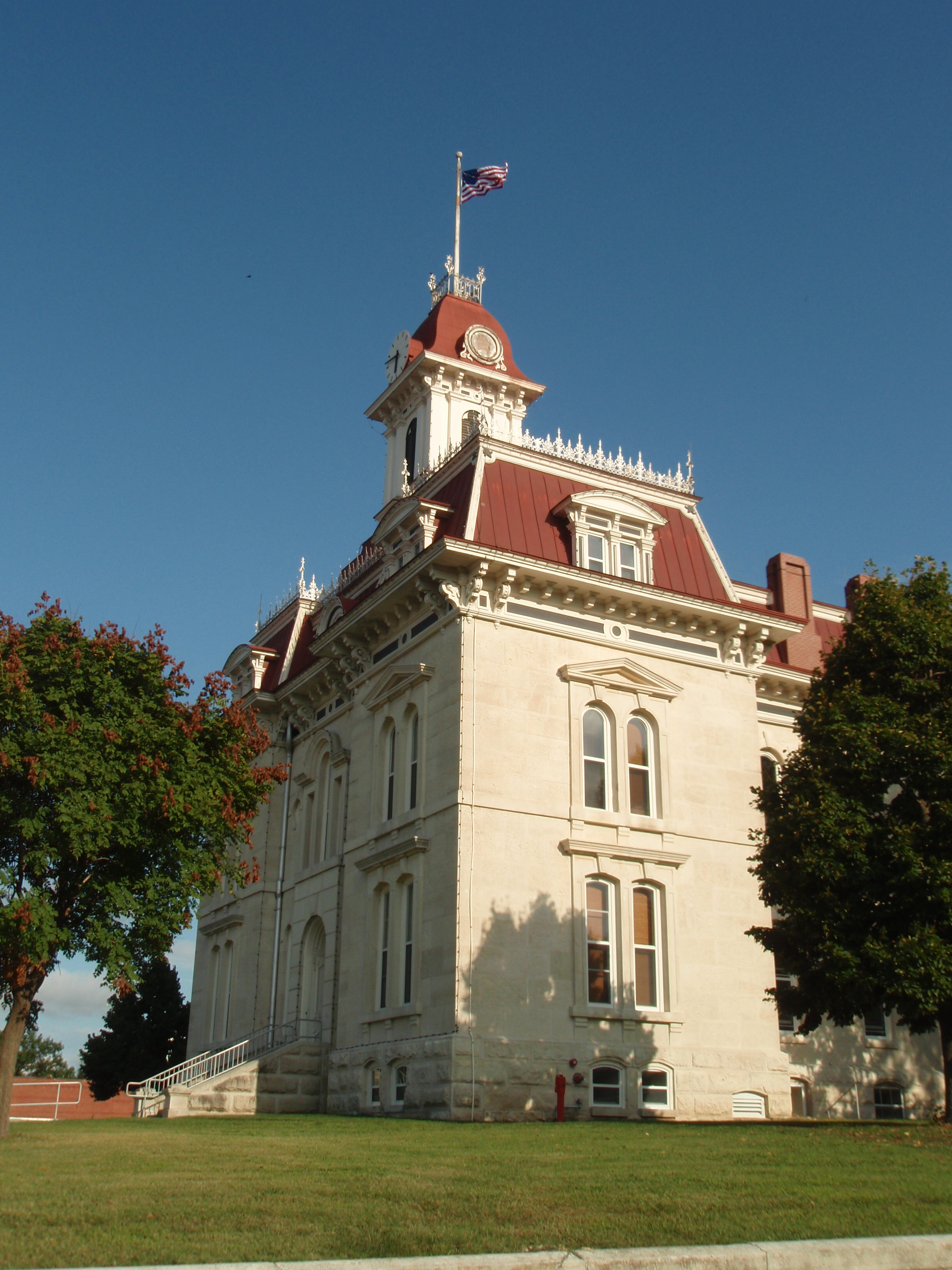
法院側視圖
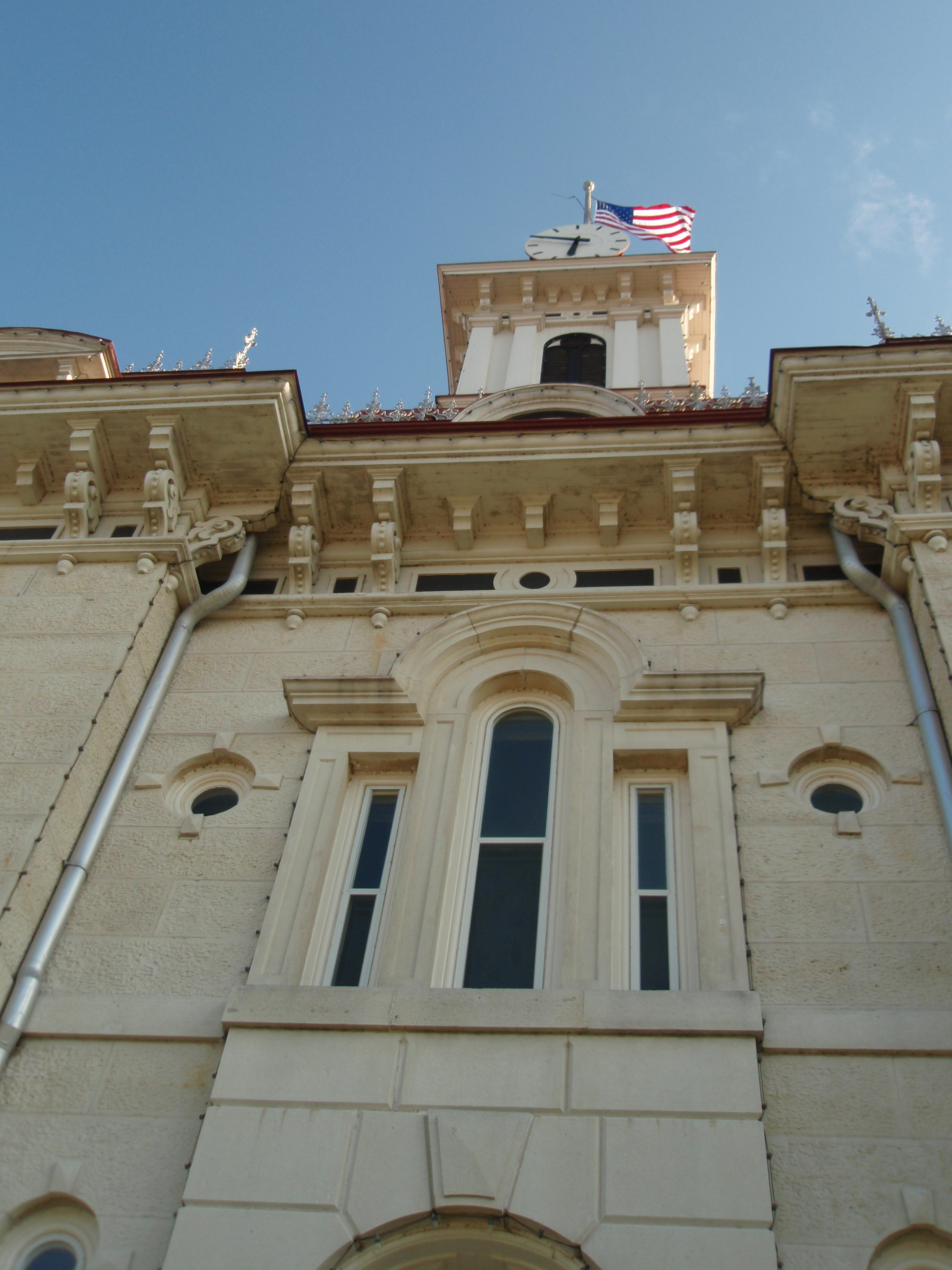
法院近視圖

## 外部連結
- Chase County, Kansas - Courthouse tour and history （页面存档备份，存于）, video 8:30
- Treynor Preservation （页面存档备份，存于） Photographs
- Chase County Chamber （页面存档备份，存于） Tour Information and Photographs